# 동방학교
동방학교는 경기도 평택시 소사동에 있는 사립 특수학교이다.

## 연혁
- 1987년 3월 1일 : 개교